# Hydroglyphus pseudoctoguttatus
Hydroglyphus pseudoctoguttatus är en skalbaggsart som beskrevs av Olof Biström 2000. Hydroglyphus pseudoctoguttatus ingår i släktet Hydroglyphus och familjen dykare. Inga underarter finns listade i Catalogue of Life.